# Campoplex interruptus
Campoplex interruptus là một loài tò vò trong họ Ichneumonidae.